# 袁宏永
袁宏永，教授，清华大学安全科学学院院长、公共安全研究院常务副院长，清华大学合肥公共安全研究院执行院长，研究领域包括火灾安全与灾害应急技术等。袁宏永曾入选2011年度长江学者特聘教授。